# Archamoebae
Archamoebae ("archameby") to grupa protistów, należących do supergrupy Amoebozoa. Są to głównie żyjące w środowisku beztlenowym ameby nieposiadające mitochondriów.
Można wyróżnić dwie grupy Archemoebae:
1. Entamoebida – ameby bezwiciowe, przeważnie endobiotyczne. Przeważnie są  to pasożyty wewnętrzne lub komensale zwierząt (kilka gatunków to ludzkie patogeny, powodujące choroby, takie jak czerwonka amebowa)[1]
2. Pelobiontida – zamieszkują słodką wodę i, co rzadkie pośród ameb, ponieważ posiadają rzęski. Zwykle mają jedno jądro i rzęskę, wyjątek stanowi Pelomyxa, mogąca mieć ich wiele[1].

## Opis
Archameby to zróżnicowana grupa ameb. Wiele z nich posiada wić, służącą do poruszania się, podczas gdy inne – nie. Funkcjonują głównie w środowiskach beztlenowych, choć niektóre mogą tolerować jego niewielkie ilości.
Archameby mają ameboidalną budowę ciała. Pośród innych ameb wyróżniają się wytwarzaniem półkolistych, szerokich pseudopodiów, wypełnionych szklistą (przejrzystą, ang. hyaline) cytoplazmą, która ulega szybkiej „erupcji” (ang. eruptive pseudopodium), zwykle z przodu przemieszczającej się komórki.
U niektórych archameb cytoplazma wyraźnie dzieli się na „endoplazmę” (wewnętrzną część komórki, w której znajdują się organelle) oraz „ektoplazmę” – warstwą obwodową cytoplazmy, znajdującą się bezpośrednio pod błoną komórkową, który wyraźnie oddzieloną od jądra, wodniczek i systemu błon w centrum komórki.
Większość opisanych gatunków albo nie ma mitochondriów, albo posiadają mitosomy, będące najprawdopodobniej ich zredukowanymi w toku ewolucji odpowiednikami.
Większość opisanych endobiotycznych Archamoebae jest słabo znana, a ich związki z gospodarzami nie zostały określone. Niemniej jednak większość gatunków to prawdopodobnie nieszkodliwe komensale.
Sytuacja jest znacznie wyraźniejsza w przypadku nielicznych archameb występujących w organizmach ludzkich. Opisano kilka gatunków żyjących w ludzkim jelicie (Entamoeba histolytica, E. coli, E. dispar, E. polecki, E. hartmanni, E. moshkovskii, Endolimax nana i Iodamoeba buetschlii) i jamie ustnej (Entamoeba gingivalis). Chociaż większość z nich uważa się za niepatogenne, Entamoeba histolytica jest ważnym ludzkim patogenem, który odpowiada za 500 milionów zakażonych i 100 000 zgonów rocznie.
Liczba jąder to jedna z głównych cech odróżniających podgrupy Archamoebae. U niektórych Pelobiontida (należących do podrzędu Pelomyxina) typowo występują dziesiątki lub setki jąder, podczas gdy u innych Archamoebae zwykłym stanem jest jedno lub kilka jąder. Pelomyxa mogą posiadają dziesiątki jąder w niektórym stadium życia.

## Występowanie
Wolno żyjące Pelomyxa i Rhizomastix znajdują się w górnych warstwach błota lub piasku, przeważnie w rzekach, jeziorach, torfowiskach, a także wśród wód stojących, w których występuje niska zawartość tlenu. Idealnym miejscem do ich znalezienia są swobodnie wzrastające glony na styku woda-osad, w płytkich stawach o niskiej zawartości tlenu.

## Historia
Grupa Archamoebae została opisana przez Thomasa Cavalier-Smitha w 1998 r. jako część Archezoa, nowo zaproponowanej grupy mającej obejmować te eukarionty, które oddzieliły się ewolucyjnie jeszcze przed nabyciem mitochondriów. Wczesne drzewa molekularne oparte na rRNA wspierały tę hipotezę, jednak niedługo później odkryto genetyczne lub ultrastrukturalne pozostałości mitochondriów u różnych Archamoebae, co oznacza, że organizmy te powstały już po pojawieniu się mitochondriów i z czasem je utraciły. Dziś wiemy, że są blisko spokrewnione m.in. ze śluzowcami i innymi przedstawicielami grupy Amoebozoa.